# تاریخ (فیلم ۲۰۰۶)
تاریخ: تاریخ پدرخوانده (به تامیلی: Varalaru: History Of Godfather) فیلمی هندی محصول سال ۲۰۰۶ و به کارگردانی کی. اس. راویکومار است. در این فیلم بازیگرانی همچون آجیت کومار، آسین، کانیکا، راجیالکشمی و کی. اس. راویکومار ایفای نقش کرده‌اند.